# Co-enzym Q10
Co-enzym Q, ook wel ubichinon genoemd, is een groep van vetoplosbare, vitamine-achtige stoffen die algemeen voorkomen in alle dierlijke cellen en verschillende bacteriën. In het menselijk lichaam is de belangrijkste vorm co-enzym Q10 of ubichinon-10. Deze vorm kenmerkt zich door de tien isopreen-eenheden die zich in het molecuul bevinden. Samen vormen de isoprenen een lange hydrofobe staart, waardoor de verbinding een vetoplosbaar karakter heeft.
Co-enzym Q10 speelt een essentiële rol in de energiestofwisseling van de cel. Het is een onderdeel van de elektronentransportketen in mitochondriën; het heeft de taak elektronen tussen eiwitcomplexen over te dragen. Dit maakt co-enzym Q10 van onmisbaar belang voor de energieproductie van de cel. In organen waar voortdurend veel energie beschikbaar moet zijn, zoals het hart en de lever, zijn de concentraties van co-enzym Q10 dan ook het hoogst.
Co-enzym Q10 heeft net als andere chinonverbindingen het vermogen gemakkelijk elektronen op te nemen en af te staan. De stof heeft drie redoxtoestanden: ubichinon (geoxideerd), ubisemichinon en ubichinol (gereduceerd). Door zijn variabele redoxtoestand is co-enzym Q10 een goede elektronendrager, maar is het ook in staat vrije radicalen weg te vangen als antioxidant. Co-enzym Q10 wordt als voedingssupplement verkocht en is een ingrediënt in sommige cosmetica.

## Geschiedenis
Co-enzym Q10 werd in 1957 ontdekt door professor Fred L. Crane en collega's aan de Universiteit van Wisconsin-Madison Enzyme Institute, die het isoleerden uit de mitochondriën van een runderhart.
In 1958 werd de chemische structuur opgehelderd door Professor Karl Folkers en zijn medewerkers bij Merck. In 1972 waren Folkers en zijn collega Gian Paolo Littaru de eersten die bij hartzwakte een co-enzym Q10-deficiëntie constateerden.
In de jaren 80 is het wetenschappelijk onderzoek naar co-enzym Q10 goed op gang gekomen. Dit werd mede veroorzaakt doordat co-enzym Q10 toen in grote hoeveelheden commercieel verkrijgbaar werd via farmaceutische bedrijven in Japan, maar ook door het beschikbaar komen van geavanceerde analysesystemen zoals hogedrukvloeistofchromatografie, waardoor co-enzym Q10-niveaus in bloed en weefsel direct gemeten konden worden.

## Biochemie

Reductie van ubichinon (geoxideerd) tot ubichinol (gereduceerd). Ubichinol is elektronenrijk en te herkennen aan de twee waterstofatomen aan de aromatische ring.

De "Q" en de "10" in de naam verwijzen respectievelijk naar de groep chinonen (Engels: quinone), waartoe de verbinding behoort, en de tien isopreen-eenheden die in de staart van de verbinding voorkomen. De naam ubichinon hangt samen met het feit dat co-enzym Q bij dieren en bacteriën 'ubiquitair' verspreid is, wat wil zeggen dat het alomtegenwoordig is en in vrijwel alle eukaryotische cellen voorkomt. 
Qua structuur zijn ubichinonen te herkennen aan hun aromatische ring, de reduceerbare ketongroepen, en de staart van isoprenen. In de loop van de evolutie is de lengte van deze staart toegenomen; van twee isopreen-eenheden bij bacteriën tot zes (CoQ6) bij de meeste gisten, acht (CoQ8) eenheden bij ratten en muizen, negen bij knaagdieren en tien (CoQ10) bij de meeste andere langlevende zoogdieren zoals de mens.
De apolaire staart geeft het molecuul een lipofiel (vetminnend) karakter, waardoor het zich goed kan bewegen in alle vetachtige celstructuren zoals de diverse cellulaire membranen evenals in lipoproteïnen in serum. In dierlijke cellen circuleert ubichinon vrij in de binnenste mitochondriale membranen. Vitamine K (fyllochinon) is structureel verwant aan ubichinon.

### Functie in de cel

De elektronentransportketen in het mitochondrion. Co-enzym Q10 (aangegeven als Q) kan vrij bewegen in het membraan, en brengt elektronen uit het eerste complex (I) naar het middelste complex (III).

Co-enzym Q10 is aanwezig in de mitochondriën van de cel, met name in het binnenste membraan van het mitochondrion. Daar speelt het een belangrijke rol in de oxidatieve fosforylering. Tijdens dit proces worden elektronen uit voedingsstoffen stapsgewijs via een aantal eiwitcomplexen overgedragen aan uiteindelijk zuurstof. De energie die daarbij vrijkomt kan gebruikt worden om adenosinetrifosfaat (ATP) te produceren, de belangrijkste energieleverancier van het lichaam. Onder normale omstandigheden wordt 90% van alle ATP in het lichaam op deze manier geproduceerd.
Co-enzym Q10 is onderdeel van mitochondriale elektronentransportketen. Het draagt hoog-energetische elektronen van het eerste naar het tweede eiwitcomplex in de keten. Tijdens de reductie neemt co-enzym Q10 twee protonen (H+-ionen) op uit de matrix, die vervolgens bij zijn oxidatie weer worden afgegeven aan de intermembraanruimte. Hierdoor draagt co-enzym Q10 direct bij aan het protonengradiënt.
In de gereduceerde (elektronenrijke) vorm is co-enzym Q10 (ook wel ubichinol genaamd), een krachtige antioxidant die in staat is andere antioxidanten zoals vitamine C en E te hergebruiken. Mogelijk heeft co-enzym Q10 ook een rol in de intracellulaire communicatie en de regulering van genexpressie.

### Biosynthese
Co-enzym Q10 kan in principe door het lichaam uit het aminozuur tyrosine worden aangemaakt. Dit is een gecompliceerd proces waar in totaal 19 omzettingsstappen voor nodig zijn, en dat afhankelijk is van het voldoende aanwezig zijn van ten minste zeven vitaminen (vitamine B2, B3, B5, B6, foliumzuur, vitamine B12 en vitamine C) en verschillende spoorelementen.
In het lichaam van een gezonde volwassene is in totaal ongeveer 0,5 tot 1,5 gram co-enzym Q10 aanwezig. Cellen die veel energie nodig hebben, zoals hart-, nier-, lever- en spiercellen, bevatten relatief veel mitochondria, en dus ook veel co-enzym Q10.

### Factoren die de Q10-status kunnen beïnvloeden
Ziekte: Bij diverse aandoeningen worden lage concentraties co-enzym Q10 in de lichaamsweefsels aangetroffen, zoals bij hart- en vaatziekten, hoge bloeddruk, parodontitis, en aids.
Gebruik van sommige medicijnen (met name statines): De aanmaak van co-enzym Q10 en cholesterol wordt door hetzelfde enzym (HMG-CoA reductase oftewel 3-hydroxy-methylglutaryl co-enzym A) gereguleerd. Dit enzym reguleert de vorming van mevalonzuur, een gemeenschappelijke voorloper van beide stoffen. De werking van statines, een klasse cholesterolverlagende medicijnen (bijvoorbeeld simvastatine, lovastatine, pravastatine), is gebaseerd op remming van de werking van dit enzym, met als gevolg dat mensen die deze medicijnen gebruiken ook verlaagde co-enzym Q10-niveaus in spierweefsel en bloed hebben.
Of en in hoeverre co-enzym Q10 suppletie deze daling kan terugdringen is momenteel onderwerp van wetenschappelijk debat.
Andere factoren: Ook ouderdom, extreem fysieke inspanningen, stress, verhoogd alcohol-en nicotineverbruik kunnen leiden tot verlaagde CoQ10-niveaus in het lichaam.